# 1 500 meter för herrar i friidrott vid olympiska sommarspelen 2020
Herrarnas 1 500 meter vid olympiska sommarspelen 2020 avgjordes mellan den 3 och 7 augusti 2021 på Tokyos Olympiastadion i Japan. 47 deltagare från 27 nationer deltog i tävlingen. Det var 29:e gången grenen fanns med i ett OS och den har funnits med i varje OS sedan första upplagan 1896.
Jakob Ingebrigtsen från Norge tog guld efter ett lopp på 3.28,32, vilket blev ett nytt olympiskt rekord samt Europarekord. Silvermedaljen togs av kenyanska Timothy Cheruiyot på tiden 3.29,01 och bronsmedaljen gick till Josh Kerr från Storbritannien som sprang i mål på personbästat 3.29,05.

## Rekord
Innan tävlingens start fanns följande rekord:
| Världsrekord     | Hicham El Guerrouj (MAR) | 3.26,00 | Rom, Italien       | 14 juli 1998      |
| Olympiskt rekord | Noah Ngeny (KEN)         | 3.32,07 | Sydney, Australien | 29 september 2000 |

| Område                                   | Tid          | Idrottare          | Nation      |
| ---------------------------------------- | ------------ | ------------------ | ----------- |
| Afrika                                   | 3.26,00 0VR0 | Hicham El Guerrouj | Marocko     |
| Asien                                    | 3.29,14      | Rashid Ramzi       | Bahrain     |
| Europa                                   | 3.28,68      | Jakob Ingebrigtsen | Norge       |
| Nordamerika, Centralamerika och Karibien | 3.29,30      | Bernard Lagat      | USA         |
| Oceanien                                 | 3.29,66      | Nick Willis        | Nya Zeeland |
| Sydamerika                               | 3.33,25      | Hudson de Souza    | Brasilien   |

Följande rekord slogs under tävlingen:
| Land      | Idrottare          | Omgång      | Tid     | Noteringar |
| --------- | ------------------ | ----------- | ------- | ---------- |
| Östtimor  | Felisberto de Deus | Försöksheat | 3.51,03 | 0NR0       |
| Luxemburg | Charles Grethen    | Semifinal   | 3.32,86 | 0NR0       |
| Kenya     | Abel Kipsang       | Semifinal   | 3.31,65 | 0OR0       |
| Norge     | Jakob Ingebrigtsen | Final       | 3.28,32 | 0OR0, 0AR0 |

## Schema
Alla tider är UTC+9.
| Datum                  | Tid   | Omgång      |
| ---------------------- | ----- | ----------- |
| Tisdag 3 augusti 2021  | 9:00  | Försöksheat |
| Torsdag 5 augusti 2021 | 19:00 | Semifinaler |
| Lördag 7 augusti 2021  | 18:50 | Final       |

## Resultat

### Försöksheat
Kvalificeringsregler: De sex första i varje heat 0Q0 samt de sex snabbaste tiderna 0q0 gick vidare till semifinalerna.

#### Heat 1
| Placering | Idrottare          | Nation         | Tid     | Noteringar |
| --------- | ------------------ | -------------- | ------- | ---------- |
| 1         | Ismael Debjani     | Belgien        | 3.36,00 | 0Q0        |
| 2         | Timothy Cheruiyot  | Kenya          | 3.36,01 | 0Q0        |
| 3         | Ollie Hoare        | Australien     | 3.36,09 | 0Q0        |
| 4         | Cole Hocker        | USA            | 3.36,16 | 0Q0        |
| 5         | Abdelatif Sadiki   | Marocko        | 3.36,23 | 0Q0        |
| 6         | Michał Rozmys      | Polen          | 3.36,28 | 0Q0        |
| 7         | Josh Kerr          | Storbritannien | 3.36,29 | 0q0        |
| 8         | Ignacio Fontes     | Spanien        | 3.36,95 | 0q0        |
| 9         | Samuel Tefera      | Etiopien       | 3.37,98 |            |
| 10        | Filip Ingebrigtsen | Norge          | 3.38,02 |            |
| 11        | Amos Bartelsmeyer  | Tyskland       | 3.38,36 |            |
| 12        | István Szögi       | Ungern         | 3.38,79 |            |
| 13        | Abraham Guem       | Sydsudan       | 3.40,86 | 0PB0       |
| 14        | Alexis Miellet     | Frankrike      | 3.41,23 |            |
| 15        | Adam Ali Musab     | Qatar          | 3.42,55 |            |
| 16        | Felisberto de Deus | Östtimor       | 3.51,03 | 0NR0       |

#### Heat 2
Marcin Lewandowski blev knuffad och föll, men reste sig och avslutade sitt heat på sista plats. Efter överklagande gick han vidare till semifinalen. Sadik Mikhou som ursprungligen slutade på 8:e plats i heatet blev den 8 augusti diskvalificerad 
för bloddopning efter att ett test utanför tävlingen visat ett onormalt resultat.
| Placering | Idrottare               | Nation           | Tid     | Noteringar |
| --------- | ----------------------- | ---------------- | ------- | ---------- |
| 1         | Abel Kipsang            | Kenya            | 3.40,68 | 0Q0        |
| 2         | Matthew Centrowitz      | USA              | 3.41,12 | 0Q0        |
| 3         | Jake Wightman           | Storbritannien   | 3.41,18 | 0Q0        |
| 4         | Azeddine Habz           | Frankrike        | 3.41,24 | 0Q0        |
| 5         | Samuel Abate            | Etiopien         | 3.41,63 | 0Q0        |
| 6         | Charles Grethen         | Luxemburg        | 3.41,90 | 0Q0        |
| 7         | Jye Edwards             | Australien       | 3.42,62 |            |
| –         | Sadik Mikhou            | Bahrain          | 3.42,87 | 0DSQ0      |
| 8         | Sam Tanner              | Nya Zeeland      | 3.43,22 |            |
| 9         | Ali Idow Hassan         | Somalia          | 3.43,96 | 0PB0       |
| 10        | Anass Essayi            | Marocko          | 3.45,92 |            |
| 11        | Jesús Gómez             | Spanien          | 3.47,27 | qR         |
| 12        | Thiago André            | Brasilien        | 3.47,71 |            |
| 13        | Benjamín Enzema         | Ekvatorialguinea | 3.48,17 |            |
| 14        | Marcin Lewandowski      | Polen            | 4.43,96 | qR         |
| —         | Abdirahman Saeed Hassan | Qatar            | 0DNF0   |            |

#### Heat 3
| Placering | Idrottare           | Nation            | Tid     | Noteringar |
| --------- | ------------------- | ----------------- | ------- | ---------- |
| 1         | Jake Heyward        | Storbritannien    | 3.36,14 | 0Q0        |
| 2         | Teddese Lemi        | Etiopien          | 3.36,26 | 0Q0        |
| 3         | Stewart McSweyn     | Australien        | 3.36,39 | 0Q0        |
| 4         | Jakob Ingebrigtsen  | Norge             | 3.36,49 | 0Q0        |
| 5         | Robert Farken       | Tyskland          | 3.36,61 | 0Q0        |
| 6         | Adel Mechaal        | Spanien           | 3.36,74 | 0Q0, 0SB0  |
| 7         | Nick Willis         | Nya Zeeland       | 3.36,88 | 0q0, 0SB0  |
| 8         | Andrew Coscoran     | Irland            | 3.37,11 | 0q0        |
| 9         | Ayanleh Souleiman   | Djibouti          | 3.37,25 | 0q0, 0SB0  |
| 10        | Charles Simotwo     | Kenya             | 3.37,26 | 0q0        |
| 11        | Baptiste Mischler   | Frankrike         | 3.37,53 |            |
| 12        | Kalle Berglund      | Sverige           | 3.49,43 |            |
| 13        | Paulo Amotun Lokoro | Flyktingidrottare | 3.51,78 | 0SB0       |
| —         | Soufiane El Bakkali | Marocko           | 0DNF0   |            |
| —         | Ronald Musagala     | Uganda            | 0DNF0   |            |
| —         | Yared Nuguse        | USA               | 0DNS0   |            |

### Semifinaler
Kvalificeringsregler: De fem första i varje heat 0Q0 samt de två snabbaste tiderna 0q0 gick vidare till finalen.

#### Semifinal 1
| Placering | Idrottare          | Nation         | Tid     | Noteringar |
| --------- | ------------------ | -------------- | ------- | ---------- |
| 1         | Jake Wightman      | Storbritannien | 3.33,48 | 0Q0, 0SB0  |
| 2         | Cole Hocker        | USA            | 3.33,87 | 0Q0, 0PB0  |
| 3         | Timothy Cheruiyot  | Kenya          | 3.33,95 | 0Q0        |
| 4         | Ollie Hoare        | Australien     | 3.34,35 | 0Q0        |
| 5         | Ignacio Fontes     | Spanien        | 3.34,49 | 0Q0        |
| 6         | Charles Simotwo    | Kenya          | 3.34,61 |            |
| 7         | Teddese Lemi       | Etiopien       | 3.34,81 |            |
| 8         | Robert Farken      | Tyskland       | 3.35,21 |            |
| 9         | Nick Willis        | Nya Zeeland    | 3.35,41 | 0SB0       |
| 10        | Andrew Coscoran    | Irland         | 3.35,84 |            |
| 11        | Ismael Debjani     | Belgien        | 3.42,18 |            |
| —         | Ayanleh Souleiman  | Djibouti       | 0DNF0   |            |
| —         | Marcin Lewandowski | Polen          | 0DNF0   |            |

#### Semifinal 2
| Placering | Idrottare          | Nation         | Tid     | Noteringar |
| --------- | ------------------ | -------------- | ------- | ---------- |
| 1         | Abel Kipsang       | Kenya          | 3.31,65 | 0Q0, 0OR0  |
| 2         | Jakob Ingebrigtsen | Norge          | 3.32,13 | 0Q0        |
| 3         | Josh Kerr          | Storbritannien | 3.32,18 | 0Q0        |
| 4         | Adel Mechaal       | Spanien        | 3.32,19 | 0Q0, 0PB0  |
| 5         | Stewart McSweyn    | Australien     | 3.32,54 | 0Q0        |
| 6         | Jake Heyward       | Storbritannien | 3.32,82 | 0q0, 0PB0  |
| 7         | Charles Grethen    | Luxemburg      | 3.32,86 | 0q0, 0NR0  |
| 8         | Abdelatif Sadiki   | Marocko        | 3.33,59 | 0PB0       |
| 9         | Matthew Centrowitz | USA            | 3.33,69 | 0SB0       |
| 10        | Azeddine Habz      | Frankrike      | 3.35,12 |            |
| 11        | Samuel Zeleke      | Etiopien       | 3.37,66 |            |
| 12        | Jesús Gómez        | Spanien        | 3.44,46 |            |
| 13        | Michał Rozmys      | Polen          | 3.54,53 | qR         |

### Final
| Placering | Idrottare          | Nation         | Tid     | Noteringar |
| --------- | ------------------ | -------------- | ------- | ---------- |
| 1         | Jakob Ingebrigtsen | Norge          | 3.28,32 | 0OR0, 0AR0 |
| 2         | Timothy Cheruiyot  | Kenya          | 3.29,01 |            |
| 3         | Josh Kerr          | Storbritannien | 3.29,05 | 0PB0       |
| 4         | Abel Kipsang       | Kenya          | 3.29,56 | 0PB0       |
| 5         | Adel Mechaal       | Spanien        | 3.30,77 | 0PB0       |
| 6         | Cole Hocker        | USA            | 3.31,40 | 0PB0       |
| 7         | Stewart McSweyn    | Australien     | 3.31,91 |            |
| 8         | Michał Rozmys      | Polen          | 3.32,67 | 0PB0       |
| 9         | Jake Heyward       | Storbritannien | 3.34,43 |            |
| 10        | Jake Wightman      | Storbritannien | 3.35,09 |            |
| 11        | Ollie Hoare        | Australien     | 3.35,79 |            |
| 12        | Charles Grethen    | Luxemburg      | 3.36,80 |            |
| 13        | Ignacio Fontes     | Spanien        | 3.38,56 |            |